# 덕현중학교
덕현중학교(德峴中學校)는 대한민국 경기도 양주시 고읍동에 있는 공립 중학교이다.

## 학교 연혁
- 2004년 12월 27일 : 덕현중학교 설립인가(36학급)
- 2006년 3월 1일 : 덕현중학교 개교
- 2006년 3월 1일 : 제1대 김은순 교장 취임
- 2009년 2월 13일 : 제1회 졸업식(158명)
- 2022년 1월 10일 : 제14회 졸업식(387명, 누계 4,717명)
- 2022년 9월 1일 : 제9대 강인순 교장 취임
- 2024년 1월 8일 : 제16회 졸업식(341명)

## 참고 자료
- 덕현중학교 - 한국교육학술정보원 학교알리미